# El Solà de Moreta
El Solà de Moreta és un edifici de les Llosses (Ripollès) inclòs a l'Inventari del Patrimoni Arquitectònic de Catalunya.

## Descripció
Es tracta d'un edifici rústic, d'arquitectura medieval tradicional, i adaptat segons les èpoques a les necessitats del moment. Compta amb murs exteriors de pedres semi arrebossades, forjat en cabirons de fusta i guix i coberta a dues aigües amb teula àrab.
L'edifici es troba bastant ben conservat.

## Història
No hi ha notícies documentals d'aquest edifici, per bé que, pel seu nom, hom el suposa lligat a la casa Moreta, la qual cosa es veu confirmada pels propietaris d'aquesta última casa, que la varen vendre ara fa pocs anys.
El Solà de Moreta, continuà essent una masoveria de la pairalia de Moreta, que es construí donada la seva situació molt assolejada, per a servir com a graner i assecador de les collites. Encara existeix davant de la casa una cabana, arquitectònicament i tipològica destacable.